# Perguntas e Respostas entre Tang Taizong e Li Weigong

Taizong de Tang, imperador do século 7

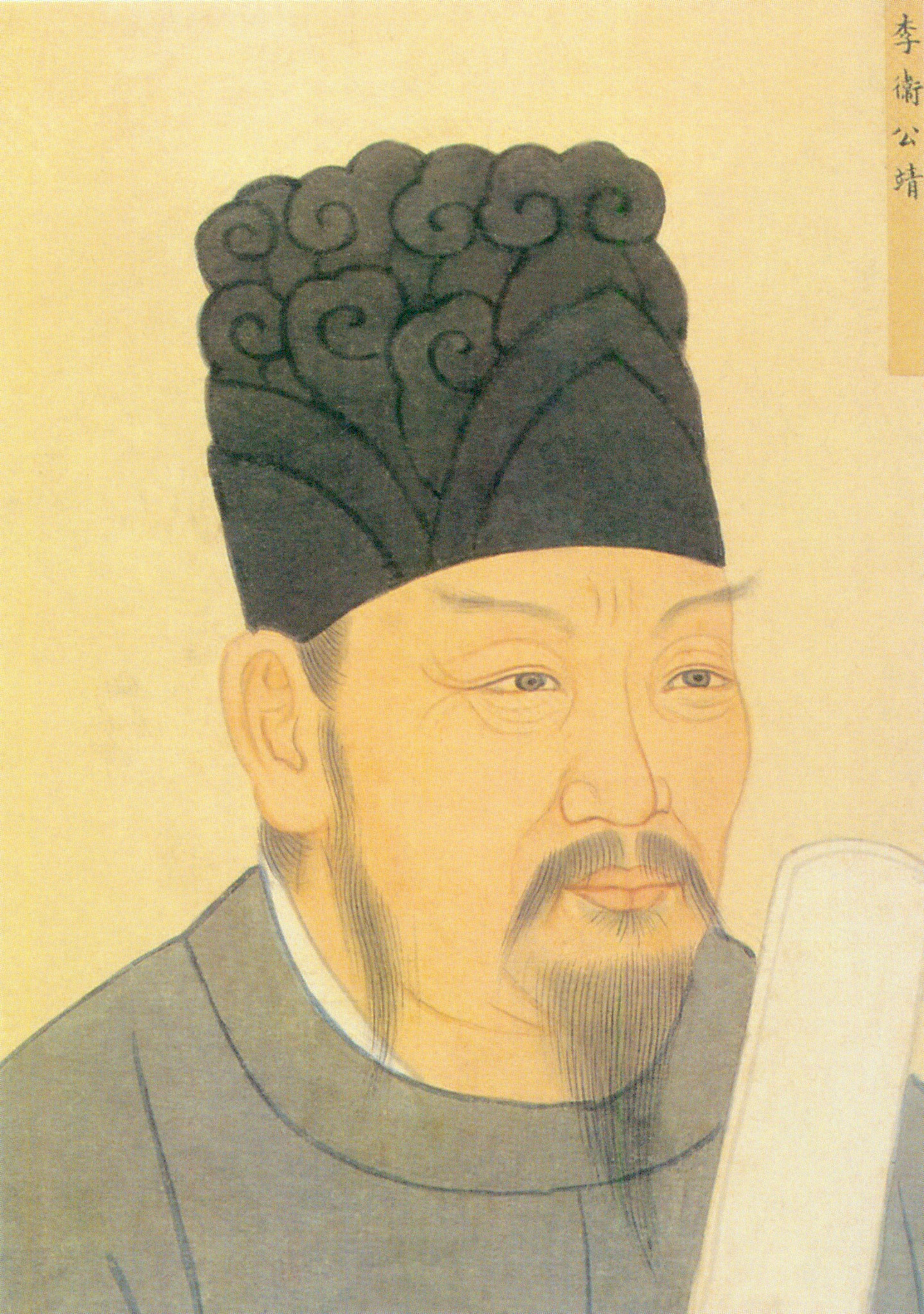
Li Jing, general do século 7; conhecido postumamente como Duque (gōng) de Wei

Perguntas e Respostas entre o Imperador Taizong de Tang e Li Weigong é um diálogo fictício entre o Imperador Taizong (599–649 d.C.), da Dinastia Tang, e Li Jing (571–649 d.C.), um destacado general Tang. Ele aborda assuntos de estratégia militar e é considerado um dos Sete Clássicos Militares da China.

## Conteúdo
O conteúdo de Perguntas e Respostas difere muito dos outros seis Clássicos Militares. Os exércitos existentes na época da Dinastia Tang eram compostos por infantaria, arqueiros de besta e cavalaria. Os carros de guerra há muito não tinham mais aplicação militar, e as armas eram feitas exclusivamente de ferro e aço. Um grande número de unidades locais e coesas proporcionava flexibilidade considerável em desdobramentos de grande escala. Unidades profissionais recebiam reforço de forças de conscritos disciplinados e bem armados. As armas e subtipos de unidades eram altamente especializados. Reconhecia-se amplamente o valor militar da velocidade e mobilidade, com manobras de flanco e outras ações indiretas sendo preferidas a confrontos frontais diretos.
As realidades sociais e tecnológicas que deram origem a Perguntas e Respostas eram muito diferentes das dos outros seis Clássicos Militares. Em vez de alegar criar sua própria estratégia, Perguntas e Respostas se apresenta como uma análise de obras mais antigas e amplamente reconhecidas, discutindo suas teorias e contradições à luz da experiência militar do autor. Como Li Jing foi um general historicamente bem-sucedido, as táticas e estratégias discutidas em Perguntas e Respostas podem ser o resultado teórico de ações testadas e empregadas em batalhas cruciais para o estabelecimento da dinastia Tang, caso sejam, de fato, total ou parcialmente fruto do pensamento de Li Jing.

## História e autenticidade
As evidências históricas sobre a autoria de Perguntas e Respostas são vagas, mas as disponíveis em grande parte refutam a tradição que o atribui diretamente a Li Jing. Com base em suas referências bibliográficas mais antigas que sobreviveram, a maioria dos historiadores modernos considera Perguntas e Respostas como produto do final da Tang (618–907 d.C.) ou início da Song (960–1279 d.C.). Diferentemente dos outros clássicos militares, a história de Perguntas e Respostas não foi favorecida por descobertas arqueológicas significativas, de modo que a data de sua composição só pode ser inferida a partir dos registros históricos que mencionam o tratado. Não há consenso acadêmico sobre a data exata de sua redação.

### Evidências de falsificação
A maior parte dos dados disponíveis aponta para uma composição na Dinastia Song do Norte (960–1127). Bibliografias das dinastias Tang e Song contêm menções a sete outras obras atribuídas a Li Jing, mas nenhuma menção a Perguntas e Respostas. Uma obra importante (o “Dong Tian”), concluída no século 8 d.C., cita Li Jing extensivamente, mas nunca faz referência a “Perguntas e Respostas”. Em razão da falta de referência anterior a Perguntas e Respostas e de menções de alguns estudiosos da Dinastia Song do Norte dizendo ter visto rascunhos de Perguntas e Respostas, feitos por um teórico militar contemporâneo chamado “Yuan Yi”, muitos estudiosos acreditavam que Perguntas e Respostas foi falsificado por Yuan Yi no início da Dinastia Song. Se Perguntas e Respostas foi criado por Yuan Yi, não está claro se as teorias militares encontradas na obra são de fato as opiniões de Li Jing, extraídas de outras fontes e compiladas por Yuan Yi para formar o texto atual, ou se são ideias originais de Yuan Yi, que utilizou o nome de Li Jing para promover a aceitação de suas teorias.

### Evidências de autenticidade
Algumas evidências contestam a hipótese de que Yuan Yi tenha forjado o texto. Antes da compilação dos Sete Clássicos Militares, o imperador Shenzong (r. 1068–1085) ordenou o estudo e a exegese de um tal “Li Jing Bing Fa” (“Métodos Militares de Li Jing”). Se esse “Li Jing Bing Fa” corresponder à edição de Perguntas e Respostas, então a existência do livro antecede em dez anos a suposta data da falsificação de Yuan Yi. A ideia de que todo general e estudioso militar da época pudessem ter sido enganados por uma falsificação tão recente também contraria a hipótese de que Perguntas e Respostas tenha sido falsificado por Yuan Yi.

### Conclusão
Independentemente de seu autor e data de composição, historiadores militares modernos reconhecem os avanços teóricos que Perguntas e Respostas representa em relação aos outros seis Clássicos Militares, e reconhecem que deve ser fruto de um estrategista militar avançado e experiente. As evidências disponíveis sugerem que ele provavelmente tomou sua forma final durante o reinado do imperador Shenzong da dinastia Song, possivelmente por seu mandato. Se for uma falsificação, os estudiosos não foram capazes de identificar a(s) fonte(s) na qual a edição atual de Perguntas e Respostas se baseou.